# Szohági nemzetközi repülőtér
A szohági nemzetközi repülőtér (IATA: HMB, ICAO: HEMK) (arabul: مطار سوهاج الدولي) az egyiptomi Szohág nemzetközi repülőtere. A várostól 24 km-re délre fekszik.
A Szohág VOR-DME állomás (SHG) a kifutótól 0.5 tengeri mérföldre található.

## Története
A repülőteret 2010. május 25-én avatta fel Egyiptom akkori elnöke, Hoszni Mubarak. Az építkezés kb. 80 millió dollárba került, és 2009 januárjában kezdődött; a terminál, irányítótorony, forgalmi előterek és egy futópálya mellett 33 különböző épület épült. A repülőtér eredetileg Mubarak nevét kapta, de az elnök bukását követően, mikor egy bírósági döntés miatt minden, az ő nevét viselő intézmény nevét megváltoztatták, a repülőteret a városról nevezték el.

## Jellemzői
A repülőtér évente kb. 3,5 millió utas kiszolgálására alkalmas. A terminálépület stílusa egyedülálló módon fáraókori stílust idéz. A repülőtér egy futópályával rendelkezik, amely 3 km hosszú és 45 m széles. A futópálya olyan méretű gépek fogadására is képes, mint az Airbus A320 és a Boeing 737. A forgalmi előtérben 6 gép fér el, a tervek szerint 14-re fogják bővíteni.
A szohági repülőtér Felső-Egyiptom ötödik nemzetközi repülőtere a luxori, az asszuáni, az aszjúti és az Abu Szimbel-i után. Főleg a belföldi, illetve a Felső-Egyiptom és az Öböl-térség államai közti forgalomban játszik szerepet.

## Légitársaságok és úti célok
| Légitársaság                          | Célállomások                                               |
| ------------------------------------- | ---------------------------------------------------------- |
| Air Arabia                            | Sardzsa                                                    |
| Air Cairo                             | Ammán-Alia királyné, Burajda, Doha, Dzsidda, Kuvait, Rijád |
| Air Go                                | Kuvait                                                     |
| AMC Airlines                          | Dzsidda                                                    |
| Demavia Airlines                      | Kuvait                                                     |
| EgyptAir üzemeltető: EgyptAir Express | Kairó                                                      |
| FlyEgypt                              | Abu Dhabi, Ammán-Alia királyné, Kuvait                     |
| Jazeera Airways                       | Kuvait                                                     |
| Nas Air                               | Dzsidda, Rijád                                             |

## Forgalom
Az utasforgalom az elmúlt években az alábbi módon változott:
| Utasok száma |      | 17 829 | 310 714 | 322 289 | 654 568 | 560 278 | 571 622 | 564 838 | 282 261 | 707 316 |
|              | 2009 | 2010   | 2012    | 2013    | 2015    | 2016    | 2018    | 2019    | 2021    | 2022    |

## Fordítás
- Ez a szócikk részben vagy egészben  a   Sohag International Airport című angol Wikipédia-szócikk ezen változatának fordításán alapul.  Az eredeti cikk szerkesztőit annak laptörténete sorolja fel. Ez a jelzés csupán a megfogalmazás eredetét és a szerzői jogokat jelzi, nem szolgál a cikkben szereplő információk forrásmegjelöléseként.